# ستوبال (ولادیچین خان)
ستوبال صربی: Stubal) یک منطقهٔ مسکونی در صربستان است که در ولادیچین خان واقع شده‌است. ستوبال ۱٬۱۱۳ نفر جمعیت دارد.